# Fatuk Laran 1
Fatuk Laran 1 ist ein Ort im osttimoresischen Suco Balibo Vila (Verwaltungsamt Balibo, Gemeinde Bobonaro). Er liegt in einer Meereshöhe von 534 m im Zentrum der Aldeia Fatuk Laran. Der Ort bildet keine geschlossene Siedlung, sondern besteht aus mehreren kleinen Häusergruppen, die an einer Straße liegen, die von Balibo, dem Hauptort des Verwaltungsamtes, nach Süden führt. Südlich von Fatuk Laran 1 befindet sich die Siedlung Nalametan.